# Yin Qiao
Yin Qiao (chinesisch 殷俏, Pinyin Yīn Qiǎo; * 2. Juli 1985 in Jilin) ist eine chinesische Biathletin.
Yin betreibt seit 1999 Biathlon. Die Sportsoldatin lebt in Dalian und wird von Klaus Siebert und Liang Lu trainiert. Sie startet für die Chinese Biathlon Association und gehört seit 2003 dem chinesischen Nationalteam an. Ihr Biathlon-Weltcup-Debüt gab sie 2004 bei einem Sprint (41.) in Lake Placid. Beim Saisonauftakt zur Saison 2004/05 in Beitostølen erreichte sie im Sprint den neunten Platz. Einen Platz besser war sie jeweils beim Massenstart 2006 in Pokljuka und beim Einzelrennen 2006 in Hochfilzen. Ihre beste Platzierung mit der Staffel war ein sechster Rang 2005 in Oberhof.
Bei den Olympischen Spielen 2006 in Turin wurde sie im Einzel eingesetzt (31.). Bei den Weltmeisterschaften 2005 in Hochfilzen startete sie im Sprint (14.), Verfolgung (39.), dem Massenstart (26.) und in der Staffel (11.).

## Biathlon-Weltcup-Platzierungen
Die Tabelle zeigt alle Platzierungen (je nach Austragungsjahr einschließlich Olympische Spiele und Weltmeisterschaften).
- 1.–3. Platz: Anzahl der Podiumsplatzierungen
- Top 10: Anzahl der Platzierungen unter den ersten zehn (einschließlich Podium)
- Punkteränge: Anzahl der Platzierungen innerhalb der Punkteränge (einschließlich Podium und Top 10)
- Starts: Anzahl gelaufener Rennen in der jeweiligen Disziplin

| Platzierung                      | Einzel | Sprint | Verfolgung | Massenstart | Staffel | Gesamt |
| -------------------------------- | ------ | ------ | ---------- | ----------- | ------- | ------ |
| 1. Platz                         |        |        |            |             |         |        |
| 2. Platz                         |        |        |            |             |         |        |
| 3. Platz                         |        |        |            |             | 2       | 2      |
| Top 10                           | 1      | 1      |            | 1           | 11      | 14     |
| Punkteränge                      | 3      | 5      | 3          | 5           | 12      | 28     |
| Starts                           | 11     | 25     | 17         | 5           | 12      | 70     |
| Stand: nach der Saison 2009/2010 |        |        |            |             |         |        |